# Глоговиця (Подцркавлє)
Глоговиця (хорв. Glogovica) — населений пункт у Хорватії, у Бродсько-Посавській жупанії у складі громади Подцркавлє.

## Населення
Населення за даними перепису 2011 року становило 214 осіб.
Динаміка чисельності населення поселення:

## Клімат
Середня річна температура становить 10,97 °C, середня максимальна – 25,25 °C, а середня мінімальна – -5,39 °C. Середня річна кількість опадів – 783 мм.
| Клімат поселення                              | Клімат поселення | Клімат поселення | Клімат поселення | Клімат поселення | Клімат поселення | Клімат поселення | Клімат поселення | Клімат поселення | Клімат поселення | Клімат поселення | Клімат поселення | Клімат поселення | Клімат поселення |
| Показник                                      | Січ.             | Лют.             | Бер.             | Квіт.            | Трав.            | Черв.            | Лип.             | Серп.            | Вер.             | Жовт.            | Лист.            | Груд.            |                  |
| Середній максимум, °C                         | 6,72             | 8,03             | 12,50            | 17,05            | 22,24            | 25,25            | 24,50            | 23,80            | 19,78            | 14,61            | 9,12             | 4,90             |                  |
| Середня температура, °C                       | 0,66             | 1,98             | 6,42             | 11,00            | 16,16            | 19,18            | 21,07            | 20,38            | 16,35            | 11,19            | 5,70             | 1,46             |                  |
| Середній мінімум, °C                          | −5,39            | −4,09            | 0,37             | 4,93             | 10,13            | 13,14            | 17,64            | 16,96            | 12,91            | 7,76             | 2,28             | −1,96            |                  |
| Норма опадів, мм                              | 49               | 50               | 47               | 59               | 73               | 100              | 69               | 63               | 55               | 72               | 81               | 65               |                  |
| Середньомісячна швидкість вітру, м/с          | 1.91             | 2.18             | 2.45             | 2.40             | 2.12             | 1.98             | 1.91             | 1.79             | 1.76             | 1.80             | 1.90             | 1.98             |                  |
| Середньомісячна сонячна радіація, кДж/м²·день | 4316             | 7016             | 10886            | 15198            | 19104            | 21049            | 22088            | 20417            | 14984            | 9241             | 4904             | 3631             |                  |
| --------------------------------------------- | ---------------- | ---------------- | ---------------- | ---------------- | ---------------- | ---------------- | ---------------- | ---------------- | ---------------- | ---------------- | ---------------- | ---------------- | ---------------- |
| Джерело:                                      |                  |                  |                  |                  |                  |                  |                  |                  |                  |                  |                  |                  |                  |